# Variobahn
Stadler Variobahn er en tysk-designet model af leddelt lavgulvssporvogn og letbanekøretøj. Siden introduktionen i 1993 er Variobahn blevet fremstillet forskelligt af ABB, ADtranz, Bombardier Transportation og siden 2001 af Stadler Rail. Fra 2009 er 254 sporvogne blevet bestilt, med yderligere 110 på option
Variobahn bliver brugt i både Aarhus letbane og Odense letbane
 Der er for få eller ingen kildehenvisninger i denne artikel, hvilket er et problem. Du kan hjælpe ved at angive troværdige kilder til de påstande, som fremføres i artiklen.